# Gare de Brás
La gare du Brás (en portugais Estação Brás ou Estação do Brás), gare intégrée de Brás ou simplement Brás, à l'origine connue également sous le nom de gare Roosevelt ou gare du Norte (gare du Nord), est une station de métro et gare ferroviaire desserte pour les trains de la CPTM (Compagnie paulista de trains métropolitains) et le métro de São Paulo, située dans le quartier du Brás, dans la région centrale de la ville de São Paulo.
La station est en service depuis 1867, dispose de quais latéraux et centrales, et d’un accès adapté pour les personnes handicapées. Un point fort est sa structure, tous en béton apparent et toit en métal.

## Histoire

### Gare de Braz

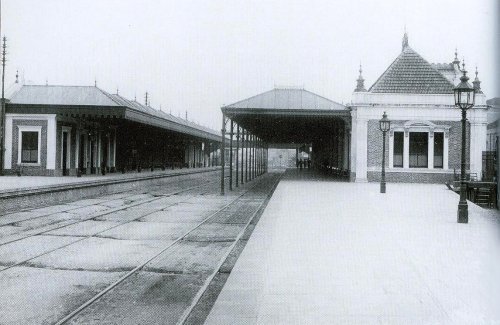
Ancienne gare du Brás de la São Paulo Railway.

Au milieu du XIXe siècle, la culture du café dans l'état de São Paulo a stimulé la croissance du commerce dans la capitale, depuis lors, l'industrialisation et l'urbanisation de la ville de São Paulo ont commencé à s'intensifier rapidement. En 1859, l'homme d'affaires et investisseur Irineu Evangelista de Souza (Baron de Mauá) se joignit aux investisseurs anglais et proposa au gouvernement impérial un chemin de fer reliant Jundiaí au port de Santos, en passant pour la ville de São Paulo
La gare, dénommée Braz, est mise en service le 16 février 1867, par le São Paulo Railway (SPR), lors de l'inauguration de la première ligne de chemin de fer de São Paulo reliant Santos et Jundiaí.
Comme il est situé sur des terres à bon marché dans les régions du Brás et de la Mooca, plusieurs travailleurs se sont installés autour du site. En outre, de nombreuses usines ont été installées aux abords des voies ferrées, car elles seraient enveloppées autour d’elles. À l'époque, la construction était perçue comme un changement inopportun, car de nombreux logements et maisons devaient être expropriés, ce qui posait des problèmes à la population qui y résidait. 

### Gare du Nord/gare Roosevelt
Les fermiers de la région de la Vallée du Paraíba ont décidé de construire un chemin de fer qui acheminerait le café de cette région vers les rails de la SPR dans la ville de São Paulo. Ils ont donc fondé le Estrada de Ferro do Norte (EFN). Le 6 novembre 1875, ils inaugurent comme point de départ du chemin de fer la gare du Nord, construite juste à côté de la gare du Braz, afin de permettre au café d'être transbordé entre les compositions et de pouvoir se rendre au port de Santos. En 1896, l'EFN a été rattachée par l'Estrada de Ferro D. Pedro II (prédécesseur de la Estrada de Ferro Central do Brasil), dans le but de former la soi-disant branche de São Paulo, qui relierait São Paulo directement à Rio de Janeiro.

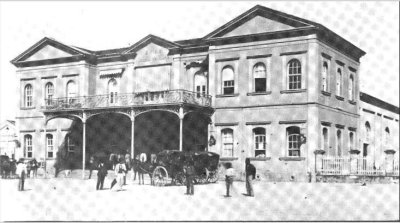
Gare du Nord de l'ancienne Estrada de Ferro do Norte, en 1914.

Dans les années 1940, elle subit une reforme majeure qui modifia toute la structure du bâtiment, en lui donnant le style art déco. Le 15 septembre 1945, par décret présidentiel, la gare du Nord est renommée par Roosevelt en l'honneur du président américain Franklin Roosevelt, décédé cette année.
En 1946, le gouvernement reprend les lignes de la São Paulo Railway Company et son nom fut modifié par Estrada de Ferro Santos-Jundiaí (EFSJ). En 1969, le gouvernement brésilien a unifié l'administration de l'EFSJ et de la Estrada de Ferro Central do Brasil dans le cadre de la Rede Ferroviária Federal (RFFSA).

### Gare de Brás
En 1979, la station Brás de la ligne 3 - Rouge du métro de São Paulo été inaugurée, liée aux deux gares, et peu à peu les trois stations ont été intégrées et fusionnées en un modèle, formant la gare intégrée du Brás. Il n'y a plus de séparation entre les stations, qui utilisent maintenant des passerelles pour traverser les lignes et sont accessibles soit par l'ancienne gare Roosevelt dans le largo da Concordia, par l'ancienne gare du Braz ou par la station de métro Brás.
En 1994, CPTM a pris en charge la gestion des trains de banlieue et a renové la gare. Un toit couvrant les anciens quais de l'ancienne Central et de l'ancienne Santos-Jundiaí a été construit. Après l'affinement de la place, le nom Roosevelt n'a plus été utilisé officiellement, et la station fut renommée Brás.

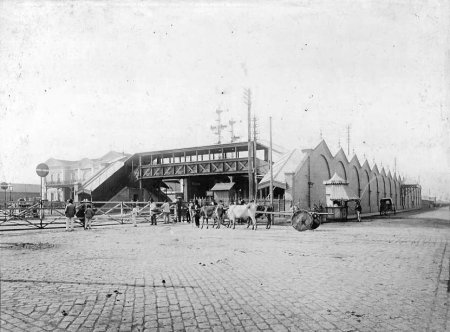
Ancienne gare du Braz et à gauche l'ancienne gare du Nord, appelée plus tard Roosevelt.
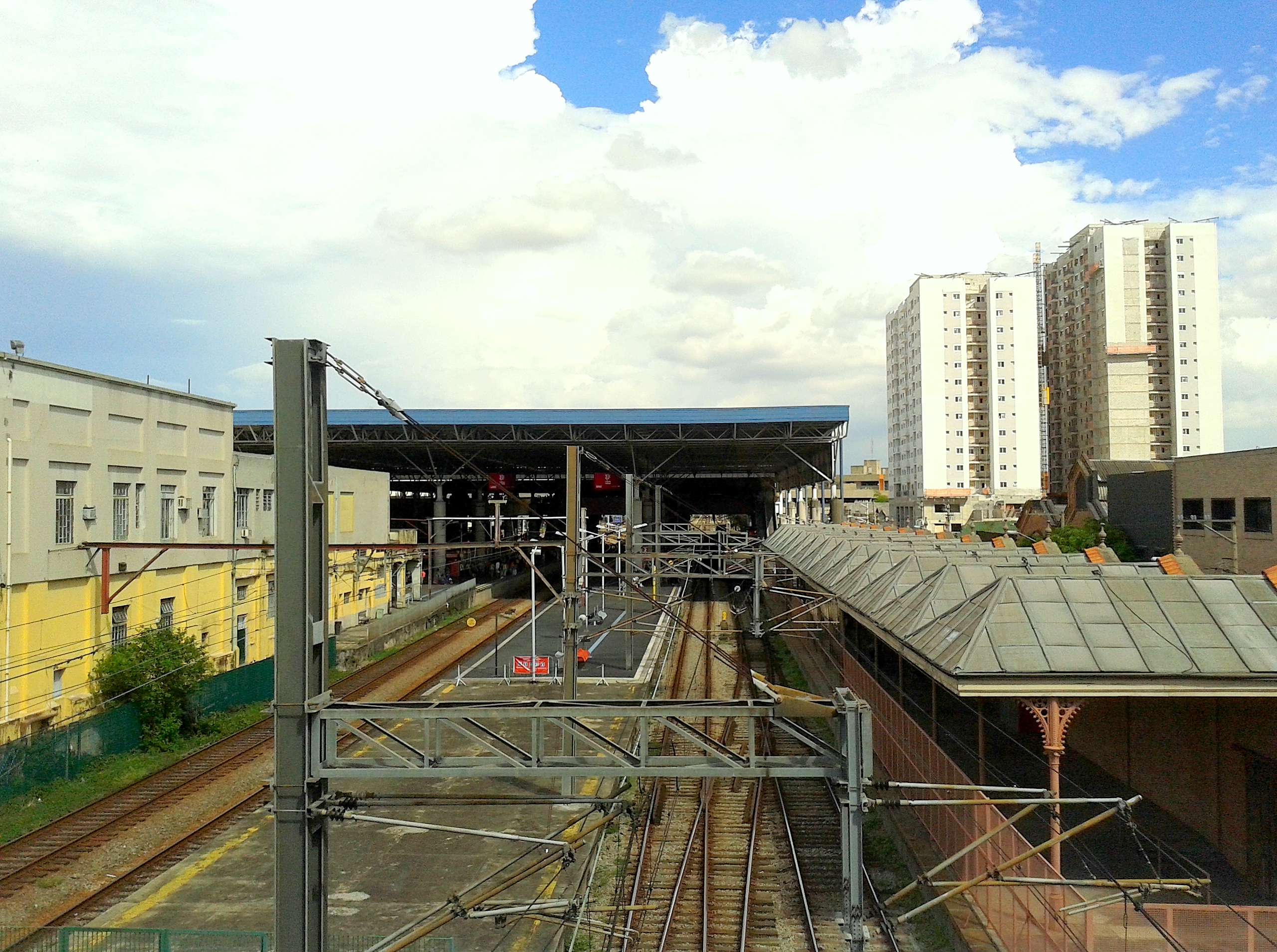
Quais de la gare du Brás.
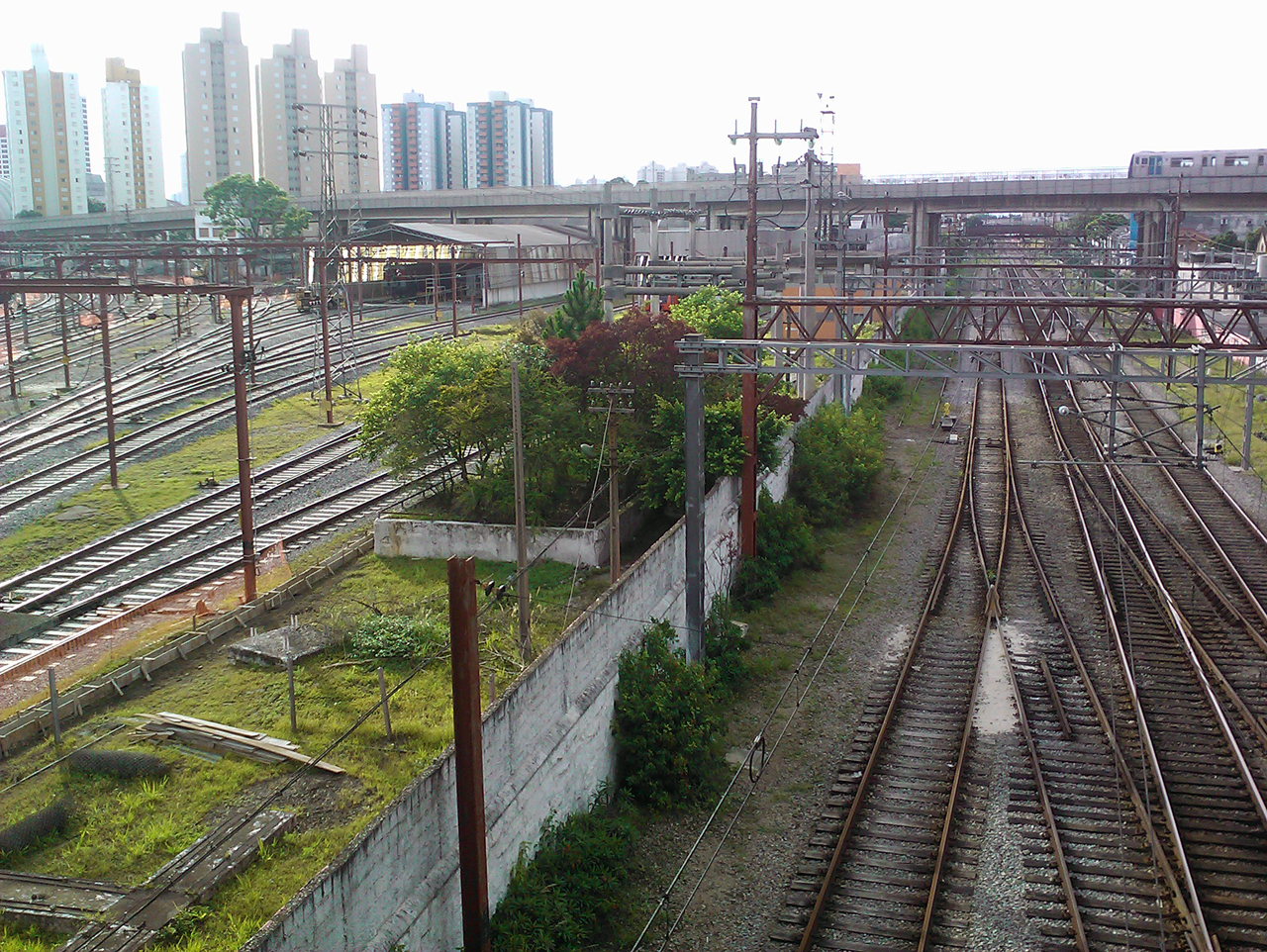
Rails de la gare du Brás.

## Lignes ferroviaires
Aujourd'hui, la station Brás attend aux lignes 10-Turquoise, 11-Corail et 12-Sapphire de la CPTM, en plus de la ligne 3-Rouge du métro. Dans des situations exceptionnelles, elle répond également à la ligne 7 - Rubis de la CPTM,. En octobre 2018, la station a été intégrée au service connect de la ligne 13 - Jade et, en avril 2019, au service express ligne 10+.

### Lignes actives
Les trajets court-courriers, exploités par la CPTM et le métro, sont actifs à la station. 
| Ligne                            | Terminaux                                 | Stations / Gares |
| -------------------------------- | ----------------------------------------- | ---------------- |
| 10 Turquoise                     | Brás ↔ Rio Grande da Serra                | 13               |
| 10 Turquoise (Express Ligne 10+) | Luz ↔ Prefeito Celso Daniel - Santo André | 5                |
| 11 Corail                        | Luz ↔ Estudantes                          | 16               |
| 12 Saphir                        | Brás ↔ Calmon Viana                       | 11               |
| 13 Jade (Connect)                | Brás ↔ Aeroporto–Guarulhos                | 5                |

### Lignes éteintes
La gare Roosevelt était la gare centrale de l'ancien chemin de fer Central do Brasil. Avec la liquidation de la Rede Ferroviária Federal en 1998, la ligne longue distance a été désactivée. Aujourd'hui, seules les sections métropolitaines à São Paulo sont exploitées, aménagés par la CPTM, et à Rio de Janeiro, aménagés par la SuperVia.
| Ligne             | Terminaux                            | Stations | Administration                                                                                    |
| ----------------- | ------------------------------------ | -------- | ------------------------------------------------------------------------------------------------- |
| Central do Brasil | Roosevelt (SP) ↔ Barra do Piraí (RJ) | n/a      | E.F. Norte (1875-1889), Central do Brasil (1889-1969), RFFSA (1969-1994) et CPTM (1994 - présent) |

## CPTM

### Tableau
| Code | Gare | Mise en service                                      | Intégration                                          | Quais                  | Position     | Notes                                                                                                |
| ---- | ---- | ---------------------------------------------------- | ---------------------------------------------------- | ---------------------- | ------------ | --- |
| BAS  | Brás | 16 février 1867 (SPR); 6 novembre 1875 (EF do Norte) | Bilhete Único de SPTrans et ligne 3 - Rouge du métro | Centrales et latérales | Fleur du sol | La gare du Brás est composée de trois stations unifiées: les stations de l'EF do Norte, SPR et métro |

## Métro de São Paulo
La station de métro Brás desserte la ligne 3 - Rouge du métro de São Paulo. Il s’agit d’une station aérienne dotée des quais latérales et centrale, d’une structure en béton apparent et d’une couverture en métal en treillis. Elle dispose d'un accès adapté pour les personnes handicapées et à mobilité réduite. Elle a une superficie construite de 23 350 mètres carrés et a une capacité de soixante mille voyageurs par heure pendant les heures de pointe. 

### Tableau
| Code | Station | Mise en service | Capacité                               | Intégration                                                                            | Quais               | Position | Notes                                        |
| ---- | ------- | --------------- | -------------------------------------- | -------------------------------------------------------------------------------------- | ------------------- | -------- | -------------------------------------------- |
| BAS  | Brás    | 10 mars 1979    | 60 mille voyageurs à l'heure de pointe | Lignes 10 – Turquoise, 11 – Corail et 12 – Saphir de la CPTM, Bilhete Único de SPTrans | Latéraux et central | Aérienne | Station avec structure en béton préfabriqué. |